# Рижский учебный округ
Рижский учебный округ — один из первых шести учебных округов Российской империи. Создан в 1803 году. Первоначально центр округа находился в университетском городе Дерпте и округ назывался - «Дерптским учебным округом». После перемещения главного присутствия в Ригу Дерптский учебный округ с 1893 года стал именоваться Рижским учебным округом.
В состав округа входили: Курляндская, Лифляндская и Эстляндская губернии. В 1803–1809 годах в состав округа входила также Финляндская губерния.
9 января 1918 года Рижский учебный округ распоряжением Наркомпроса был упразднён.

## Попечители
В 1803—1817 гг. на должности попечителя Дерптского учебного округа был известный писатель Фёдор Иванович (Фридрих Максимилиан) Клингер.
С 1817 года по 25 апреля 1828 года попечителем округа был назначен вышедший из отставки военачальник К. А. Ливен. За эти 11 лет он стал членом Государственного Совета (1826 год), почётным членом Российской академии наук (20 декабря 1826 года) и генералом от инфантерии (1827 год). Покинул он Остзейский край лишь в связи с назначением его министром народного просвещения (с 1828 до 20 марта 1833 года). На посту попечителя округа генерала от инфантерии К. А. Ливена сменил генерал от кавалерии М. И. Пален, курировавший округ до 1836 года.
С 1836 года округ возглавлял генерал Е. Б. Крафстрем (1784—1854), член Главного правления училищ. После его смерти, до назначения нового попечителя, по поручению министра, с 7 сентября по 19 октября 1854 года округом управлял Э. И. Гафнер. В 1854—1862 гг. попечителем был основатель Киевского университета сенатор Е. Ф. Брадке, затем (1862-1869 гг.) округ возглавлял граф А. А. Кейзерлинг. С 17 ноября 1869 по 31 мая 1875 года попечителем округа был П. К. Жерве, после перевода которого на должность попечителя Харьковского учебного округа до апреля 1880 года учебным округом управлял А. А. Сабуров. Годы его управления округом отмечены ростом численности учащихся, как в русских, так и в немецких школах.
В 1883—1890 годах округ возглавлял юрист М. Н. Капустин, затем, в 1890—1899 годах — профессор-филолог Н. А. Лавровский.
С 14 февраля 1900 года управление округом принимает прибывший из Москвы профессор-филолог, преподаватель Московского университета А. Н. Шварц.
В 1902 году попечителем Рижского округа после отъезда Шварца в Варшаву назначают будущего (1906–1909) обер-прокурор Святейшего Синода П. П. Извольского. Учебные заведения Прибалтики он курировал вплоть до 1904 года, когда Извольский был переведён на ту же должность в Петербургский учебный округ.
С 1904 года попечителем стал Г. К. Ульянов. В 1908—1913 годах округ возглавлял С. М. Прутченко, в 1913—1917 годах — А. И. Щербаков.
В марте 1917 года Временное правительство России назначило попечителем Рижского учебного округа юриста В. Э. Грабаря, который занимал эту должность до 3 января 1918 года, когда учебный округ был упразднен.

## Статистика
По состоянию на 1915 год Рижский учебный округ насчитывал 3,426 заведений всех типов, в которых обучалось в общей сложности 223,465 учащихся, в том числе начальных школ 2,920 с числом учащихся 157,518. В распределении по административно-территориальным составляющим округа:
- Курляндская губерния: учебных заведений — 638, учащихся — 40,488.
- Лифляндская губерния: учебных заведений — 2,068, учащихся — 143,177.
- Эстляндская губерния: учебных заведений — 720, учащихся — 39,800.

Распределение учащихся по типам учебных заведений (в числителе — количество учащихся, в знаменателе — число учебных заведений).
| Тип заведения                                                   | 1          | 2            | 3          |
| --------------------------------------------------------------- | ---------- | ------------ | ---------- |
| Высшие учебные заведения                                        |            |              |            |
| Медицинские                                                     |            | 338 1        |            |
| Технические                                                     |            | 1,974 1      |            |
| Средние учебные заведения                                       |            |              |            |
| Гимназии, прогимназии, институты и лицеи                        | 2,143 6    | 9,640 27     | 3,528 11   |
| Реальные училища                                                | 971 2      | 2,424 7      | 376 1      |
| Духовные                                                        | 95 1       |              |            |
| Педагогические                                                  | 128 1      | 198 2        | 112 1      |
| Морские                                                         | ? 6        |              | 72 2       |
| Лесные и сельскохозяйственные                                   | ? 2        |              |            |
| Технические и ремесленные                                       | ? 1        | 2,158 9      | 533 1      |
| Коммерческие, торговые и промышленные                           | 170 1      |              | 605 3      |
| Художественные                                                  | 71 1       |              |            |
| Частные учебные заведения и при церквях иностранных исповеданий |            | 29,092 278   | 6,004 66   |
| Прочие учебные заведения                                        |            |              |            |
| Религиозные нехристианские                                      |            | 2,824 74     |            |
| Начальные учебные заведения                                     |            |              |            |
| Низшие                                                          | 36,910 617 | 92,038 1,668 | 28,570 635 |

Примечание. Цифрами в столбцах таблицы обозначены административно-территориальные составляющие учебного округа:
- 1 — Курляндская губерния
- 2 — Лифляндская губерния
- 3 — Эстляндская губерния